# 怪物遊戲2：妖獸讚
《怪物遊戲2：妖獸讚》（英語：Goosebumps 2: Haunted Halloween）是一部於2018年上映的美國恐怖喜劇片，由阿里·桑德爾執導，羅布·李伯編劇。電影改編自R·L·史汀的兒童文學系列《雞皮疙瘩》，為2015年電影《怪物遊戲》的續集。由溫蒂·麥莉登-康薇、麥蒂森·艾斯曼、傑瑞米·雷·泰勒、卡萊爾·哈里斯、克里斯·帕內爾和鄭肯主演。

## 劇情
莎拉和弟弟桑尼本來住在不起眼的小鎮上，每天過著日復一日的無聊生活。直到有一天，桑尼和朋友山姆闖入恐怖童書作者R·L·斯坦的廢棄舊家，且誤開一本上鎖的書籍，這看似平凡的生活就從此變了樣⋯他們只知道這樣做的後果，是將書中角色「史賴皮」帶回現實生活，卻沒意識到詭計多端的「史賴皮」已計畫要讓鬼怪連篇的萬聖節真實上演！莎拉 、桑尼和山姆必須想盡辦法將史賴皮送回書中，才能挽救這失控的局面！

## 演員
- 傑瑞米·雷·泰勒（英语：Jeremy Ray Taylor） 飾 桑尼·昆恩
- 麥蒂森·艾斯曼 飾 莎拉·昆恩
- 卡萊爾·哈里斯（英语：Caleel Harris） 飾 山姆·卡特
- 溫蒂·麥莉登-康薇（英语：Wendi McLendon-Covey） 飾 凱西·昆恩
- 克里斯·帕內爾 飾 華特
- 鄭肯 飾 朱先生
- 傑克·布萊克 飾 R·L·斯坦
- 米克·温格特 配音 史賴皮

## 製作
2015年9月2日，據報導，續集正在規劃階段，而索尼則在為續集尋找編劇。2017年1月17日，羅勃·萊特曼確認回歸執導續集。2017年2月6日，宣布電影上映日期延遲至2018年9月21日，取替《尖叫旅社3：怪獸假期》的檔期。2017年5月，宣佈電影片名為《Goosebumps: Horror Land》，也確認傑克·布萊克將回歸飾演R·L·史汀。2017年11月，羅布·李伯將擔任編劇。不久後，宣佈阿里·桑德爾取替萊特曼執導電影。據綜藝報導，已經編寫了兩個劇本，一個是布萊克重新飾演他的角色，而另一個是完全刪減布萊克。2017年12月，上映日期再次延遲至2018年10月12日。
製作工作於2018年2月25日進行。新演員包括麥蒂森·艾斯曼、班·奧布賴恩、卡萊爾·哈里斯和傑瑞米·雷·泰勒。下個月後，鄭肯、克里斯·帕內爾和溫蒂·麥莉登-康薇加盟電影。主體拍攝於2018年3月7日開始，同年4月宣佈新的片名為《Goosebumps: Haunted Halloween》。

## 發行
電影定於2018年10月12日由索尼影視電影集團發行。

### 評價
爛番茄根據95條評論，持有47%的新鮮度，平均得分5.40／10 。在Metacritic上，電影獲得了53分，整體獲得的評價以負面居多。

## 外部連結
- 官方网站
- 互联网电影数据库（IMDb）上《怪物遊戲2：妖獸讚》的资料（英文）
- Box Office Mojo上《怪物遊戲2：妖獸讚》的資料（英文）
- Metacritic上《怪物遊戲2：妖獸讚》的資料（英文）
- 爛番茄上《怪物遊戲2：妖獸讚》的資料（英文）
- AllMovie上《怪物遊戲2：妖獸讚》的资料（英文）
- 開眼電影網上《怪物遊戲2：妖獸讚》的資料（繁體中文）
- 时光网上《怪物遊戲2：妖獸讚》的資料（简体中文）
- 豆瓣电影上《怪物遊戲2：妖獸讚》的資料 （简体中文）